# هاينس كريك (ألبرتا)

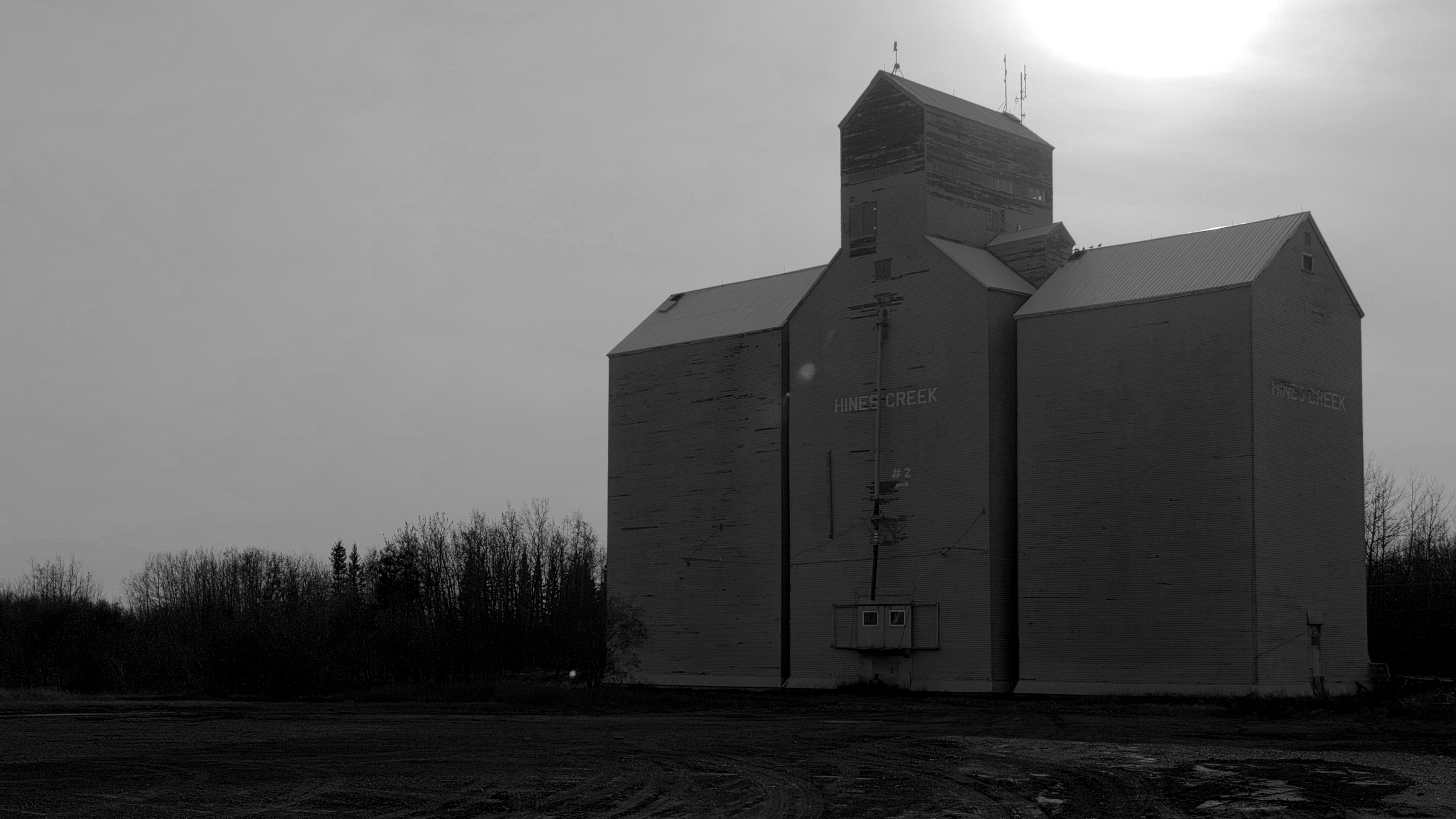
قرية هاينس كريك

هاينس كريك (بالإنجليزية: Hines Creek)‏ هي قرية تقع في كندا في ألبرتا. يقدر عدد سكانها بـ 380 نسمة ومساحتها 4.37 كم2 وترتفع عن سطح البحر 655 متر.